# Genista hystrix
Genista hystrix, comúnmente llamada aulaga, abrojos, o piorno erizo es un arbusto de la familia de las Leguminosas.

## Descripción
Arbusto leñoso y espinoso de 1-1,5 m de altura, con tallos rígidos, estriados y acabados en espina. Hojas sobre las ramas jóvenes, simples, alternas, sentadas, lineares, con pubescencia adosada en el envés. Flores axilares en hacecillos, amarillas, a lo largo de las ramas más viejas. Cáliz tomentoso, acampanado y persistente; dientes del labio superior triangular-lanceolados. Estandarte  ovalado, lampiño, pero con una banda media sedosa y una pequeña escotadura en el ápice. Fruto en legumbre recta, parda y con pelos aplicados. Florece en la primavera.

## Distribución y hábitat
Endemismo del cuadrante noroeste de la península ibérica, Galicia, Castilla y León, norte de Extremadura, y mitad norte de Portugal, que se desarrolla en los matorrales o piornales de terrenos silíceos (pizarras, peridotitas, etc.) y asciende hasta unos 1000 (1520) m de altitud.

## Taxonomía
Genista hystrix fue descrita por Johan Martin Christian Lange y publicado en Descriptio Iconibus Illustrata Plantarum Novarum...Flora Hispanica 1: 1, pl. 2. 1864.
Etimología
Genista: nombre genérico que proviene del latín de la que los reyes y reinas Plantagenet de Inglaterra tomaron su nombre, planta Genesta o plante genest, en alusión a una historia que, cuando Guillermo el Conquistador se embarcó rumbo a Inglaterra, arrancó una planta que se mantenía firme, tenazmente, a una roca y la metió en su casco como símbolo de que él también sería tenaz en su arriesgada tarea. La planta fue la  llamada planta genista en latín. Esta es una buena historia, pero por desgracia Guillermo el Conquistador llegó mucho antes de los Plantagenet y en realidad fue Godofredo de Anjou que fue apodado el Plantagenet, porque llevaba un ramito de flores amarillas de retama en su casco como una insignia (genêt es el nombre francés del arbusto de retama), y fue su hijo, Enrique II, el que se convirtió en el primer rey Plantagenet. Otras explicaciones históricas son que Geoffrey plantó este arbusto como una cubierta de caza o que él la usaba para azotarse a sí mismo. No fue hasta que Ricardo de York, el padre de los dos reyes Eduardo IV y Ricardo III, cuando los miembros de esta familia adoptaron el nombre de Plantagenet, y luego se aplicó retroactivamente a los descendientes de Godofredo I de Anjou como el nombre dinástico.
hystrix: epíteto